# Степанівка (Новодонецька селищна громада)
Степа́нівка — село Новодонецької селищної громади Краматорського району Донецької області, України.
Населення становить 1039 осіб.

## Географія.
Село розташоване в південно-східній частині району. Через село протікає річка Водяна, притока річки Вовча.

## Історія.
Заселення цієї місцевості належить до початку XVIII сторіччя. Тоді тут стояли сторожові пости для захисту півдня країни від нападів турецьких і татарських загарбників. Після російсько-турецької війни 1768–1774 років ці землі одержав поручик Кох, курський пан. На цей час тут уже був безіменний хутір - 10 селянських хат з українським населенням.
У 1778 році в Коховому (село називалося за іменем власника) проживали 597 чоловік. За відомостями 1792 року, понад 550 селян-кріпаків обробляли 3340 десятин панської землі. 120 десятин орної землі належали церкві.
У 1854 році село перейменували на Степанівку. Від того ж року в селі діє Архідияконо-Стефанівська церква Катеринославської духовної консисторії.
Головним заняттям жителів було землеробство й тваринництво. Сіяли жито, пшеницю, ячмінь, просо, льон, коноплі та інші культури, а також розводили велику рогату худобу, овець, свиней.
За даними на 1859 рік у власницькому селі Степанівка (Кохівка) Бахмутського повіту Катеринославської губернії мешкало 636 осіб (309 чоловічої статі та 327 — жіночої), налічувалось 91 дворове господарства, існувала православна церква й завод.
Станом на 1886 рік у колишньому власницькому селі Степанівка (Кохова) Степанівської волості мешкало 730 осіб, налічувалось 134 дворових господарства, існували православна церква й лавка.
За переписом 1897 року кількість мешканців зросла до 997 осіб (495 чоловічої статі та 502 — жіночої), з яких всі — православної віри.
У 1908 році в селі мешкало 1037 осіб (519 чоловічої статі та 518 — жіночої), налічувалось 198 дворових господарства.
Всю волость з 37 населеними пунктами і понад 16 тис. жителів до 1907 року обслуговував один фельдшерський пункт, створений у Степанівці 1862 року.
26 березня 1921 загін махновець Кожи чисельністю 200 шабель займає Степанівку, в якій повстанці знищують органи радянської влади.
У 1907 році було відкрито волосну лікарню на 20 ліжок (пізніше на 75 ліжок). Донині мешканців Степанівської, Самарської та Криничанської сільських рад лікують та проводять профілактичні роботи працівники Степанівської амбулаторії сімейної медицини, до складу якої ввійшла діюча з 1997 року Степанівська лікарська амбулаторія, яка була утворена на базі Степанівської дільничої лікарні. Слава Степанівської лікарні, яку очолював з 1949 по 1979 рік Рудченко Олександр Павлович, поширювалася навкруги. На операції до лікаря Рудченка О. П. приїжджали навіть жителі міст. За свою невтомну працю його нагороджено орденом Трудового Червоного Прапора.
Першу школу відкрили лише 1862 року, майже через 100 років після заснування села. Містилася вона в церковній сторожці. В 1912 році земство побудувало в Степанівці чотирикласну школу, де перед першою світовою війною навчалось близько 100 учнів — менше третини всіх дітей шкільного віку, переважно заможних родин волості.
Зараз в сільський раді діє загальноосвітня школа, яка в 1938 році стала середньою школою. Побудована до лругої світової війни школа була зруйнована гітлерівцями і довгий час постійної будівлі школа не мала. Тільки в 1963 році почалося будівництво типової школи, яке завершилося в 1965 році. На той час у школі учнів було понад 300 чоловік. Багато зусиль до будівництва було докладено тодішнім директором школи Соловйовою Марією Степанівною, якій на зміну прийшла Кайдаш Ніна Григорівна, а потім підставив своє міцне чоловіче плече Неледва Юрій Павлович і ось вже 12 років школу очолює Чорний Віталій Володимирович. Степанівська загальноосвітня школа дає міцні знання. Багато випускників поступили у вищі навчальні заклади, отримали різноманітні професії і успішно працюють в багатьох сферах діяльності. Випускники школи 1994 року Терещук Роман та 1993 року Коровяка Анатолій на сьогодні мають звання кандидатів технічних наук та готують молоді кадри в Дніпропетровській гірничій академії.
15 жовтня 1941 року нацисти захопили Степанівку. 12 вересня 1943 року наступаючі частини 5 окремої мотострілецької бригади полковника Бугайова А.Т. визволили Степанівку. Багато жителів Степанівки виявили велику мужність, стійкість і відданість своїй Батьківщині в тилу й на фронтах. За трудові й ратні подвиги в роки другої світової війни понад 60 осіб нагороджені орденами й медалями, в тому числі Моргунов А. Т. — 2 орденами і 5 медалями, Слаутський А. О. — 3 орденами, а пілотові Головачу С.Д. присвоєно звання Героя Радянського Союзу.
На території сільської ради побудований один пам'ятник односельцям, що загинули в роки громадянської війни та три братські могили воїнам — визволителям, які загинули під час боїв за село в 1941 році та під час довгоочікуваного визволення села від німецько—нацистських загарбників у 1943 році. Біля ціх пам'ятників проводяться уроки мужності, до них покладаються квіти, відвідують їх молоді сім'ї.
В лютому 1951 року 5 колгоспів села (імені Комінтерну, імені Калініна, імені 20-річчя Жовтня, імені Сталіна та Перемоги) об'єдналися в одну сільськогосподарську артіль імені Калініна. 1958 року в артілі імені Калініна з площі 2100 га зібрали зернових в середньому по 20,3 ц/га. Значних успіхів досягли й працівники тваринництва. В 1953–1958 роках поголів'я корів збільшилося до 460 голів, щорічні надої на корову становили 1706 кг. За досягнуті успіхи 8 механізаторів і колгоспників Степанівки були відзначені орденами й медалями Радянського Союзу. Найвищої нагороди — ордена Леніна — удостоєний механік Молчанов М.П. і одна з перших трактористок Головач М.М..

## Сьогодення.
В теперішній час розпайовані землі колишнього колгоспу імені Калініна, який раніше було реорганізовано в КСП «Степанівське», знаходяться в оренді ТОВ «Світоч», фермерських господарствах «Мрія» і «Вибір», ПП «САЮР», які займаються товарним виробництвом зерна і соняшника.
Велике значення для зайнятості населення відіграють шахти «Піонер» та «Новодонецька», де працюють більше ніж 200 мешканців села. Тому в розвитку гірськодобувної галузі зацікавлені усі жителі сільської ради: це і робочі міста, матеріальний добробут, перспектива майбутнього. В сільському господарстві працюють 47 мешканців сільської ради. В соціальній сфері зайнятий 51 мешканець села.
В Степанівській амбулаторії сімейної медицини функціонують наступні кабінети: лікаря сімейної медицини, педіатра, стоматолога, акушера, лабораторія. Степанівська амбулаторія сімейної медицини відіграє значну роль в житті мешканців сільської ради.